# Kostomłoty (przystanek kolejowy)
Kostomłoty – przystanek osobowy w Kostomłotach Pierwszych, na terenie aglomeracji kieleckiej, w gminie Miedziana Góra, w województwie świętokrzyskim, w Polsce, obsługujący lokalny ruch pasażerski na trasie Kielce–Skarżysko-Kamienna.

## Ruch pasażerski[1]
| Rok  | Wymiana pasażerska na dobę |
| ---- | -------------------------- |
| 2017 | 10-19                      |
| 2018 | 0-9                        |
| 2019 | 0-9                        |
| 2020 | 0-9                        |
| 2021 | 0-9                        |
| 2022 | 0-9                        |
| 2023 | 0-9                        |